# Oncidium polycladium
Oncidium polycladium là một loài thực vật có hoa trong họ Lan. Loài này được Rchb.f. ex Lindl. mô tả khoa học đầu tiên năm 1855.

## Hình ảnh

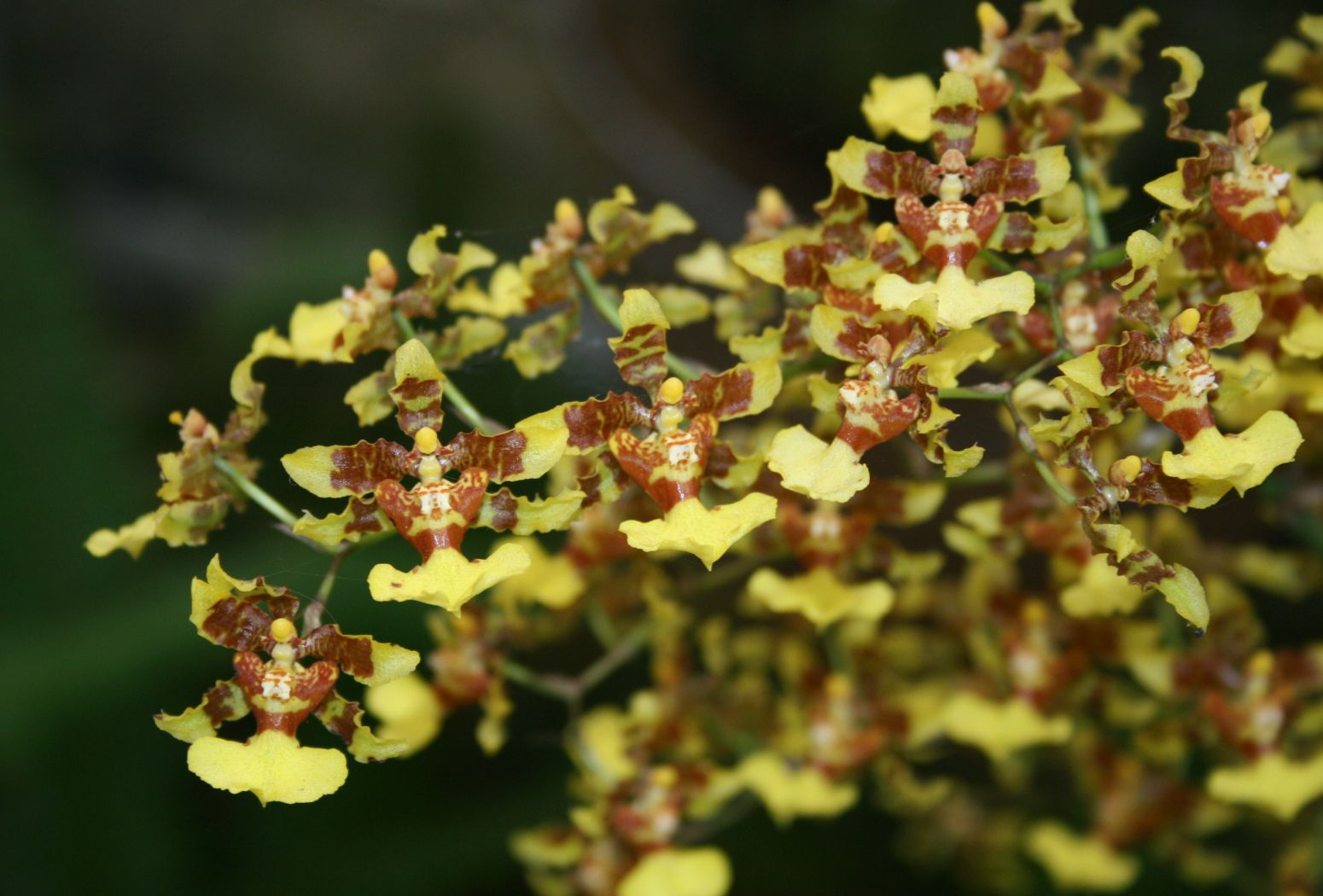